# Alburnus schischkovi
Alburnus schischkovi е вид лъчеперка от семейство Шаранови (Cyprinidae). Видът е застрашен от изчезване.

## Разпространение
Разпространен е в България и Турция.